# Otis Davis
Otis Crandall Davis (Tuscaloosa (Alabama), 12 juli 1932 – North Bergen (New Jersey), 14 september 2024) was een Amerikaanse atleet, die gespecialiseerd was in de 400 m. Hij werd olympisch kampioen op de 400 m en de 4 × 400 m estafette en verbeterde diverse wereldrecords.

## Biografie
Na zijn militaire diensttijd bij de Amerikaanse luchtmacht ging Davis met een studiebeurs voor basketbal studeren aan de Universiteit van Oregon in de hoop om ooit een professionele basketballer te worden. In 1958 was hij op een dag met een vriend toeschouwer van atleten die aan het hardlopen waren. Davis – die op de scholen waarop hij had gezeten nooit eerder met andere sporten dan basketbal en voetbal in aanraking was gekomen – raakte ervan overtuigd dat hij de atleten die hij bezig had gezien, kon verslaan. Hij stapte naar de atletiektrainer Bill Bowerman, die hij ervan wist te overtuigen om hem op te nemen in het atletiekteam. Bowerman, die vooral om hoogspringers verlegen zat, zette hem in eerste instantie op de springnummers in. Davis wilde echter vooral sprinten, hoewel hij niet wist hoe men daarvoor in de startblokken moest gaan zitten. Desondanks won Davis op de eerste wedstrijd waarvoor hij was ingeschreven, de Pacific Coast Conference kampioenschappen, zowel de 220 als de 440 yards. Hij was toen 26 jaar. In het jaar erop liep hij 46,5 op de 440 yd en werd hiermee derde op de Amerikaanse kampioenschappen.
In 1960 begon Davis met het winnen van de Amerikaanse kampioenschappen, wat hem kwalificatie opleverde voor de Olympische Spelen van Rome later dat jaar. Een week voordat die Spelen van start gingen, liep hij zijn snelste tijd. Volgens eigen zeggen was hij op dat moment ook nog druk bezig met schaven aan zijn matige starttechniek, de tijdens de race te volgen strategie en hoe er in banen moest worden gelopen. Intussen was hij met zijn 28 jaar al wel de oudste van het Amerikaanse hardloopteam, wat hem de door zijn ploeggenoten opgespelde bijnaam 'Pops' opleverde.  
Op de Olympische Spelen van Rome nam Davis deel aan de 400 m en de 4 × 400 m estafette. Op de 400 m liep hij, net als Carl Kaufmann, een nieuwe wereldrecordtijd van 44,9 s. Na bestudering van de fotofinish werd Davis tot de winnaar uitgeroepen. Ook op de 4 × 400 m estafette was hij succesvol door goud te winnen in een wereldrecordtijd (3.02,2). Met zijn landgenoten Jack Yerman, Earl Young en Glenn Ashby bleven ze de teams van de Duitse eenheid en de West-Indische federatie nipt voor.
In 1961 won Davis nog de 440 yd op de Amerikaanse kampioenschappen. In datzelfde jaar zette hij een punt achter zijn korte, maar succesvolle sportcarrière. Hij werd trainer en in 1980 werd hij benoemd tot directeur van de Recreation of the Sports Complex for the U.S. Military in Germany.
In zijn actieve tijd was Davis aangesloten bij Philadelphia Pioneer Club.
Davis overleed in september 2024 op 92-jarige leeftijd.

## Titels
- Olympisch kampioen 400 m - 1960
- Olympisch kampioen 4 x 400 m - 1960
- Amerikaans kampioen 400 m - 1960
- Amerikaans kampioen 440 yard - 1961

## Wereldrecords
- 400 m - 44,9 (6 september 1960, Rome)
- 4 × 400 yd estafette - 3.05,60 (8 augustus 1960)
- 4 × 400 m estafette - 3.02,20 (8 september 1960, Rome)

## Persoonlijke records
| Onderdeel | Prestatie      | Datum            | Plaats |
| --------- | -------------- | ---------------- | ------ |
| 100 yd    | 9,5 s          | 1962             |        |
| 220 yd    | 20,9 s         | 1961             |        |
| 400 m     | 44,9 s (ex-WR) | 6 september 1960 | Rome   |

## Palmares

### 400 m
- 1960:  Amerikaanse kamp. - 45,8 s
- 1960:  OS - 44,9 s (WR)

### 440 yd
- 1961:  Amerikaanse kamp. - 46,1 s

### 4 × 400 m estafette
- 1960:  OS - 3.02,2 (WR)

1896: Thomas Burke ·
1900: Maxey Long ·
1904: Harry Hillman ·
1908: Wyndham Halswelle ·
1912: Charles Reidpath ·
1920: Bevil Rudd ·
1924: Eric Liddell ·
1928: Ray Barbuti ·
1932: Bill Carr ·
1936: Archie Williams ·
1948: Arthur Wint ·
1952: George Rhoden ·
1956: Charlie Jenkins ·
1960: Otis Davis ·
1964: Mike Larrabee ·
1968: Lee Evans ·
1972: Vince Matthews ·
1976: Alberto Juantorena ·
1980: Viktor Markin ·
1984: Alonzo Babers ·
1988: Steve Lewis ·
1992: Quincy Watts ·
1996: Michael Johnson ·
2000: Michael Johnson ·
2004: Jeremy Wariner ·
2008: LaShawn Merritt ·
2012: Kirani James · 
2016: Wayde van Niekerk · 
2020: Steven Gardiner · 
2024: Quincy Hall
1912: Sheppard, Lindberg, Meredith, Reidpath ·
1920: Griffiths, Lindsay, Ainsworth-Davis, Butler ·
1924: Cochran, Helffrich, MacDonald, Stevenson ·
1928: Baird, Alderman, Spencer, Barbuti ·
1932: Fuqua, Ablowich, Warner, Carr ·
1936: Wolff, Rampling, Roberts, Brown ·
1948: Harnden, Bourland, Cochran, Whitfield ·
1952: Wint, Laing, McKenley, Rhoden ·
1956: Jenkins, Jones, Mashburn, Courtney ·
1960: Yerman, Young, G. Davis, O. Davis ·
1964: Cassell, Larrabee, Williams, Carr ·
1968: Matthews, Freeman, James, Evans ·
1972: Asati, Nyamau, Ouko, Sang ·
1976: Frazier, Brown, Newhouse, Parks ·
1980: Valiulis, Linge, Tsjernetski, Markin ·
1984: Nix, Armstead, Babers, McKay ·
1988: Everett, Lewis, Robinzine, Reynolds ·
1992: Valmon, Watts, Johnson, Lewis ·
1996: Harrison, Smith, Mills, Maybank ·
2000: Bada, Chukwu, Monye, Udo-Obong  ·
2004: Harris, Brew, Wariner, Williamson ·
2008: Merritt, Taylor, Neville, Wariner ·
2012: Brown, Pinder, Mathieu, Miller ·
2016: Hall, McQuay, Roberts, Merritt ·
2020: Cherry, Norman, Deadmon, Benjamin ·
2024: Bailey, Norwood, Deadmon, Benjamin